# Zilla globosa
Zilla globosa là một loài nhện trong họ Araneidae.
Loài này thuộc chi Zilla. Zilla globosa được Subhendu Sekhar Saha & Dinendra Raychaudhuri miêu tả năm 2004.